# Natação no Campeonato Mundial de Esportes Aquáticos de 2017 - 200 m medley feminino
A prova dos 200 metros medley feminino da natação no Campeonato Mundial de Esportes Aquáticos de 2017 ocorreu nos dias 23 de julho e 24 de julho em Budapeste na Hungria.

## Recordes
Antes desta competição, os recordes mundiais e do campeonato nesta prova eram os seguintes:
| Tipo                  | Atleta         | Tempo   | Local | Data                |
| --------------------- | -------------- | ------- | ----- | ------------------- |
|                       | Katinka Hosszú | 2:06.12 | Cazã  | 3 de agosto de 2015 |
| Recorde do campeonato | Katinka Hosszú | 2:06.12 | Cazã  | 3 de agosto de 2015 |

## Medalhistas
| Ouro                 | Prata            | Bronze            |
| Katinka Hosszú (HUN) | Yui Ohashi (JPN) | Madisyn Cox (USA) |

## Resultados

### Eliminatórias
Esses foram os resultados das eliminatórias. Foram realizadas no dia 23 de julho com início às 10:18. 
| Pos. | Bateria | Raia | Nadadora                  | Nacionalidade  | Tempo   | Notas            |
| ---- | ------- | ---- | ------------------------- | -------------- | ------- | ---------------- |
| 1    | 4       | 4    | Katinka Hosszú            | Hungria        | 2:07.49 | Q                |
| 2    | 4       | 5    | Sydney Pickrem            | Canadá         | 2:10.14 | Q                |
| 3    | 2       | 5    | Madisyn Cox               | Estados Unidos | 2:10.16 | Q                |
| 4    | 3       | 4    | Siobhan-Marie O'Connor    | Reino Unido    | 2:10.42 | Q                |
| 5    | 2       | 6    | Runa Imai                 | Japão          | 2:11.15 | Q                |
| 6    | 4       | 7    | Hannah Miley              | Reino Unido    | 2:11.32 | Q                |
| 7    | 4       | 6    | Kim Seo-yeong             | Coreia do Sul  | 2:11.33 | Q                |
| 8    | 4       | 3    | Yui Ohashi                | Japão          | 2:11.44 | Q                |
| 9    | 2       | 4    | Melanie Margalis          | Estados Unidos | 2:11.47 | Q                |
| 10   | 3       | 3    | Erika Seltenreich-Hodgson | Canadá         | 2:11.67 | Q                |
| 11   | 2       | 2    | Zsuzsanna Jakabos         | Hungria        | 2:12.10 | Q                |
| 12   | 3       | 6    | Maria Ugolkova            | Suíça          | 2:12.24 | Q                |
| 13   | 4       | 2    | Yuliya Yefimova           | Rússia         | 2:12.41 | Q                |
| 14   | 3       | 2    | Ye Shiwen                 | China          | 2:12.48 | Q                |
| 15   | 3       | 1    | Joanna Maranhão           | Brasil         | 2:12.60 | Q                |
| 16   | 2       | 3    | Kotuku Ngawati            | Austrália      | 2:13.03 | Q                |
| 17   | 3       | 5    | Viktoriya Andreeva        | Rússia         | 2:13.16 |                  |
| 18   | 4       | 1    | Nguyễn Thị Ánh Viên       | Vietname       | 2:13.36 |                  |
| 19   | 4       | 0    | Viktoriya Zeynep Güneş    | Turquia        | 2:13.56 |                  |
| 20   | 3       | 7    | Mireia Belmonte           | Espanha        | 2:13.82 |                  |
| 21   | 2       | 1    | Helena Gasson             | Nova Zelândia  | 2:13.91 |                  |
| 22   | 2       | 7    | Zhang Sishi               | China          | 2:13.99 |                  |
| 23   | 3       | 8    | Simona Baumrtová          | Chéquia        | 2:14.26 |                  |
| 24   | 2       | 8    | Victoria Kaminskaya       | Portugal       | 2:14.33 |                  |
| 25   | 2       | 0    | Jenna Laukkanen           | Finlândia      | 2:14.70 |                  |
| 26   | 4       | 9    | Marjolein Delno           | Países Baixos  | 2:15.05 |                  |
| 27   | 3       | 0    | Monika González           | México         | 2:16.11 |                  |
| 28   | 2       | 9    | McKenna de Bever          | Peru           | 2:16.52 | Recorde nacional |
| 29   | 1       | 4    | Ressa Kania Dewi          | Indonésia      | 2:17.93 |                  |
| 30   | 3       | 9    | Ilektra Lebl              | Grécia         | 2:19.05 |                  |
| 31   | 4       | 8    | Virginia Bardach          | Argentina      | 2:19.29 |                  |
| 32   | 1       | 5    | Sara Nysted               | Ilhas Feroé    | 2:26.48 |                  |
| 33   | 1       | 6    | Claudia Verdino           | Mónaco         | 2:27.34 | Recorde nacional |
| 34   | 1       | 3    | Toto Wong                 | Hong Kong      | 2:27.68 |                  |
| 35   | 1       | 7    | Sayani Ghosh              | Índia          | 2:32.55 |                  |
| 36   | 1       | 2    | Nooran Ba Matraf          | Iêmen          | 2:37.21 | Recorde nacional |

### Semifinal
Esses foram os resultados das semifinais. Foram realizadas no dia 23 de julho com início às 18h32. 
Semifinal 1
| Pos. | Raia | Nadadora                  | Nacionalidade | Tempo   | Notas |
| ---- | ---- | ------------------------- | ------------- | ------- | ----- |
| 1    | 4    | Sydney Pickrem            | Canadá        | 2:09.17 | Q,    |
| 2    | 5    | Siobhan-Marie O'Connor    | Reino Unido   | 2:09.72 | Q     |
| 3    | 6    | Yui Ohashi                | Japão         | 2:10.45 | Q     |
| 4    | 3    | Hannah Miley              | Reino Unido   | 2:11.20 |       |
| 5    | 2    | Erika Seltenreich-Hodgson | Canadá        | 2:11.61 |       |
| 6    | 7    | Maria Ugolkova            | Suíça         | 2:12.25 |       |
| 7    | 1    | Ye Shiwen                 | China         | 2:13.01 |       |
| 8    | 8    | Kotuku Ngawati            | Austrália     | 2:14.07 |       |

Semifinal 2
| Pos. | Raia | Nadadora          | Nacionalidade  | Tempo   | Notas                 |
| ---- | ---- | ----------------- | -------------- | ------- | --------------------- |
| 1    | 4    | Katinka Hosszú    | Hungria        | 2:07.14 | Q                     |
| 2    | 2    | Melanie Margalis  | Estados Unidos | 2:08.70 | Q                     |
| 3    | 6    | Kim Seo-yeong     | Coreia do Sul  | 2:09.86 | Q,                    |
| 4    | 5    | Madisyn Cox       | Estados Unidos | 2:09.97 | Q                     |
| 5    | 3    | Runa Imai         | Japão          | 2:10.15 | Q                     |
| 6    | 8    | Joanna Maranhão   | Brasil         | 2:11.24 | Recorde sul-americano |
| 7    | 7    | Zsuzsanna Jakabos | Hungria        | 2:11.92 |                       |
| 8    | 1    | Yuliya Yefimova   | Rússia         | 2:12.88 |                       |

### Final
A final foi realizada em 24 de julho às 18h54. 
| Pos.              | Raia | Nadadora               | Nacionalidade  | Tempo   | Notas            |
| ----------------- | ---- | ---------------------- | -------------- | ------- | ---------------- |
| Medalha de ouro   | 4    | Katinka Hosszú         | Hungria        | 2:07.00 |                  |
| Medalha de prata  | 8    | Yui Ohashi             | Japão          | 2:07.91 | Recorde nacional |
| Medalha de bronze | 7    | Madisyn Cox            | Estados Unidos | 2:09.71 |                  |
| 4                 | 5    | Melanie Margalis       | Estados Unidos | 2:09.82 |                  |
| 5                 | 1    | Runa Imai              | Japão          | 2:09.99 |                  |
| 6                 | 2    | Kim Seo-yeong          | Coreia do Sul  | 2:10.40 |                  |
| 7                 | 6    | Siobhan-Marie O'Connor | Reino Unido    | 2:10.41 |                  |
|                   | 3    | Sydney Pickrem         | Canadá         | DSQ     | DSQ              |

Legenda
| Recorde mundial       | Recorde mundial (World record)               |                       | Recorde africano                      | Recorde africano (African) |                                           | Q | Classificado por posição (Qualified) |
| Recorde do campeonato | Recorde do campeonato (Championship record)  | Recorde da América    | Recorde da América (Americas)         | q                          | Classificado por melhor tempo (Qualified) |   |                                      |
| Melhor marca do ano   | Melhor marca do ano (World leading)          | Recorde asiático      | Recorde asiático (Asian)              | DNS                        | Não largou (Did not start)                |   |                                      |
| Recorde nacional      | Recorde nacional (National record)           | Recorde europeu       | Recorde europeu (European)            | DNF                        | Não terminou (Did not finish)             |   |                                      |
| Recorde pessoal       | Recorde pessoal do atleta (Personal best)    | Recorde da Oceania    | Recorde da Oceania (Oceania)          | DSQ / DQ                   | Desclassificado (Disqualified)            |   |                                      |
| Recorde da temporada  | Recorde da temporada do atleta (Season best) | Recorde sul-americano | Recorde sul-americano (South America) | NM                         | Sem marca (No mark)                       |   |                                      |